# Helsdingenia extensa
Helsdingenia extensa är en spindelart som först beskrevs av George Hazelwood Locket 1968.  Helsdingenia extensa ingår i släktet Helsdingenia och familjen täckvävarspindlar. Inga underarter finns listade i Catalogue of Life.